# Högestads gods
Högestad är ett gods i Högestads socken i Ystads kommun.
Godset ligger strax väster om riksväg 19, mellan Ystad och Tomelilla. Huvudbyggnaden ligger i byn Högestad nära Högestads kyrka.

## Historia
Högestad hörde under medeltiden till Lunds ärkebiskop. Vid reformationen drogs det in till kronan men Fredrik II bytte 1574 bort det till Gert Ulfstands änka Görvel Gyllenstierna. 1635 ägdes det av Palle Rosenkrantz. Han uppförde huvudbyggnaden, ett tvåvånings stenhus med trappstegsgavlar. 1682 drogs godset in till svenska kronan och 1706 bestämde Karl XII att gården skulle säljas till Carl Piper. I dennes släkt blev godset 1747 fideikommiss med ättlingen Carl Piper (1946-2023) som den siste fideikommissarien. 
Idag utgör Högestad tillsammans med bl.a. Christinehofs slott en av Sveriges största jordbruksegendomar, där 13 000 hektar mark uppdelas som 7 000 hektar skog och 6 000 hektar åkermark. Genom bildandet av av ägarbolaget Högestad och Christinehof Fideikommiss AB, och med dotterbolaget Högestad och Christinehof Förvaltnings AB som ansvarigt för driften, upphörde Högestad på 1990-talet att vara fideikommiss.
På Högestad föddes 1814 sjömilitären Henrik Ludvig Sundevall.